# Catalina Tomas
Pour les articles homonymes, voir Tomas et Sainte Catherine (homonymie).
Catalina Tomas (1er mai 1533 à Valldemossa, Majorque, Espagne - 5 avril 1574 au couvent Sainte Marie-Madeleine à Palma) est une religieuse espagnole, béatifiée en 1792 par le pape Pie VI et canonisée en 1930 par le pape Pie XI.
Elle est également connue sous le nom de : Catherine Tomas, Catherine Thomas, Catherine de Palma, Catalina Thomas, Catalina Tomàs.

## Biographie
Catalina (Catherine) Tomás Gallard naît à Valldemossa dans l'île de Majorque le 1er mai 1531, ou 1533.
Orpheline, elle a une enfance malheureuse chez son oncle paternel. Elle ressent très tôt, dès l’âge de 15 ans, l’appel à la vie religieuse (son confesseur la convainc d’attendre quelque temps avant de se prononcer).
Elle est domestique à Palma ; elle y apprend à lire et à écrire, et s'adonne à des lectures spirituelles,.
Catalina Tomás rejoint en 1553 les chanoinesses de saint Augustin dans leur couvent de sainte Marie Madeleine à Palma,.
Elle est sujette à de nombreux phénomènes étranges et à des expériences mystiques avec apparitions d’anges, de saint Antoine de Padoue et de sainte Catherine. Elle possède des dons de prophétie.
Elle plonge dans des transes extatiques qui durent plusieurs jours consécutifs et se bat contre les forces obscures. Les blessures qui en résultent sont guéries après des prières aux saints Côme et Damien.
Durant les dernières années de sa vie, Catalina Tomás est le plus souvent en extase,. Pendant ces extases, elle prédit la date de sa mort,,.

## Béatification et canonisation
Catalina Tomas (ou Catherine Thomas) est populairement appelée « sainte » à partir de 1577. Le pape Urbain VIII suspend son culte local en 1625, jusqu'à enquête plus approfondie. Elle est officiellement béatifiée par le pape Pie VI le 12 août 1792,. Elle est canonisée le 22 juin 1930, par le pape Pie XI,.

## Sépulture
Son corps, plusieurs fois transféré, est exposé dans l'une des chapelles de l'église du monastère (ou couvent) Sainte Madeleine (Santa Magdalena) de Palma à Majorque.

## Commémoration
Sa fête ordinaire comme sainte catholique pour l'Église universelle est le 5 avril,. Elle est également fêtée localement à Valldemossa les 27 et 28 juillet, ainsi que le 1er avril selon certains calendriers.

## Sainte patronne
Catalina Tomas est invoquée par celui qui voyage en bateau, afin qu'elle intercède pour le préserver du mal de mer.